# NEXON777
NEXON777（ネクソンスリーセブン）は、かつてネクソンが運営していたパチンコ・パチスロのオンラインゲームである。

## 概要
2011年7月20日に正式サービスを開始。
オンラインパチンコゲームの分野で先行する777town.netやななぱちが一部機種を除きプレイに課金を要するのに対し、NEXON777は課金なしでも全機種のプレイが可能。ただし無料で得られる玉・コインは少量のため、本格的にプレイを楽しむ場合にはアイテム課金の玉・コインを購入する必要がある他、台の設定を変えたりオートプレイを行うためのアイテムも有料で購入するようになっていた。
2013年5月22日にサービス終了。

## 設置台
※2012年2月現在。

### パチンコ
- パチンコ科学忍者隊ガッチャマン 決死の不死鳥（オリジナル台）
- パチンコハクション大魔王 解き放て!!壺の掟!!（オリジナル台）
- CRフィーバー創聖のアクエリオン（SANKYO）
- CRフィーバー創聖のアクエリオン転翅篇（SANKYO）
- ブラボーキングダム（平和）

### パチスロ
- 一騎当千BB外伝（タイヨー）
- イミソーレ-30（エマ）
- カンフーレツデン（山佐）
- 巨人の星（アリストクラートテクノロジーズ）
- キングパルサーエース（山佐）
- スーパーブラックジャック（ネット）
- スペシャルハナハナ-30（パイオニア）
- 絶対衝激（アリストクラートテクノロジーズ）
- 天空のシンフォニア（コルモ）
- 2027（JPS）
- 幕末浪漫 月華の剣士外伝 ～あかりと七つの妖珠～（SNKプレイモア）
- パチスロ創聖のアクエリオン（SANKYO）
- 花浪漫N-30（タイヨー）
- ビッグシオV（パイオニア）
- マッハGOGOGO（アリストクラートテクノロジーズ）
- メタルスラッグ（SNKプレイモア）
- メタルスラッグSV-001（SNKプレイモア）
- めんそーれ（エマ）